# Pyrausta genialis
Pyrausta genialis là một loài bướm đêm trong họ Crambidae.